# PCエンジンコアグラフィックス
PCエンジンコアグラフィックス（PC Engine CoreGrafx）とは、1989年12月8日に日本電気ホームエレクトロニクス（NECホームエレクトロニクス）より発売された家庭用ゲーム機。当時のメーカー希望小売価格は24,800円。
初代PCエンジンからのマイナーチェンジ版であり、PCエンジンシャトル、PCエンジンスーパーグラフィックスと並んで発表された新型PCエンジンの一つである。
同時期に発売された新型機の中で唯一CD-ROM2を直結できる機種であり、当時CD-ROM2が普及しつつあったPCエンジン市場においてDuo登場まで主力商品となる。
フランスでは国内版にないRGB出力を追加された仕様で発売された。初代機も僅かに輸入され流通していたが、コアグラフィックスから正式な代理店による販売が開始したためCoreGrafXがPCエンジンを指す通用名詞的に扱われた。

## ハードウェア
従来機からデザインが一部改良され、カラーリングを暗灰色に変更しただけでなく、テレビへの出力端子を従来のRF端子からAV端子に変更したことが大きな特徴である。本体同梱の付属コントローラには連射機能を付け、利便性の向上を図った。 本体およびコントローラの色は濃いグレーとし、ロゴや文字などのアクセントは青色とした。
従来機と同様に拡張バスを備えており、CD-ROM2等の各種周辺機器が接続が可能である。また、以降のPCエンジンのコントローラには標準的に連射機能が内蔵されることとなった。

## PCエンジンコアグラフィックスII
- PCエンジンコアグラフィックスII

1991年6月21日には、同時発売のSUPER CD-ROM2にカラーリングを合わせ、本体およびコントローラの色を薄いグレーとし、アクセントをオレンジ色に変えたマイナーチェンジ版であるPCエンジンコアグラフィックスII (PC Engine CoreGrafx II) （当時のメーカー希望小売価格は19,800円）も発売された。これはPC-FX発売年まで公式カタログに掲載されており、初代と合わせるとPCエンジン機器の中で最も現役期間の長い機種だった。

## 周辺機器
ロールプレイングゲーム (RPG) などのゲームを楽しむときに、ゲームの状態を保存できる「コアグラフィックス」用の「バックアップブースターII」も、「PCエンジンコアグラフィックス」と同時発売されている。バックアップに対応しているゲームで利用でき、記憶容量は2KB（キロバイト）。このほか、従来のPCエンジン（初代）の周辺機器をすべて利用できる。
| 型番                    | 名称                           | 発売日         | 備考 |
| ----------------------- | ------------------------------ | -------------- | --- |
| PAD-106                 | ACアダプタ                     |                | 本体に同梱。 |
| PI-PD002 PI-PD06 PI-PD8 | ターボパッド                   | 1987年10月30日 | コアグラフィックスの色調に合わせたターボパッド。初代PCエンジンでは別売りだったが、PCエンジンコアグラフィックス以降の機種ではそれぞれ色調を合わせた連射パッドが標準装備されることとなった。 |
| PI-PD003                | マルチタップ                   | 1987年10月30日 | パッドを5つまで接続できる純正機器。本体のみではパッドを1つしか接続できなかった弱点が逆に普及を促し、ファミコン以上に多人数同時プレイソフトを登場させることとなった。2人用や4人用のサードパーティ製のものもあった。 |
| PI-PD5                  | ターボパッドII                 | 1989年11月22日 | PCエンジンシャトルの形状に合わせたターボパッド。 |
| PI-AN2                  | AVケーブル                     | 1989年11月22日 | テレビに接続する、映像/音声一体型のケーブル。本体に同梱。 |
| PI-AN3                  | RFユニット                     | 1989年11月22日 | コンポジット映像信号出力のマシンに使用し、RF信号を出力するための機器。 |
| PI-AD8                  | バックアップブースターII       | 1989年12月8日  | バックアップ用電源がキャパシタ（コンデンサ）に変更され、通電により充電されるようになった。また、AV出力を搭載したコアグラフィックスでの使用を前提としており、AVブースター機能を削除し、価格も下げられた。 |
| CDR-30                  | CD-ROM2                        | 1988年12月4日  | PCエンジンのCD-ROMドライブ。 |
| IFU-30                  | インターフェースユニット       | 1988年12月4日  | CD-ROM2本体を構成するハードの内の一つ。 PCエンジンとCD-ROMドライブを繋ぐために使用され、AV出力端子およびCD-ROM2ソフトのセーブデータを保有する機能（容量は2KB、電源はコンデンサ）を持つ。 |
| PAD-123                 | ACアダプタ                     | 1988年12月4日  | CD-ROM2用ACアダプタ |
|                         | システムカード ver 1.0         |                | タイトル画面でI+II+右上+SELECT押下でバイナリエディタが立ち上がり、バックアップメモリを直接編集できる。 |
|                         | システムカード ver 2.0         |                | エディタによるデバッグ機能は削除され、CD-G機能が追加されている。 |
|                         | システムカード ver 2.1         | 1990年7月6日   | スーパーシステムカード以降の物を除けば唯一別売りされたシステムカード。 |
| NAPD-1001               | アベニューパッド3              | 1991年1月31日  | 3ボタン操作のフォーゴットンワールドの発売に合わせて登場。IIIボタンはSELECTかRUNボタンのいずれかに設定して使用する、連射もできるのでRUNボタンに設定してスローモーション（ポーズの連射）をかけることも可能。 |
| PI-CD1                  | SUPER CD-ROM2                  | 1991年12月13日 | 上位規格のCD-ROM2システム。 |
| PAD-125                 | ACアダプタ                     | 1991年12月13日 | SUPER CD-ROM2用のACアダプタ。 |
| PI-SC1                  | スーパーシステムカード ver 3.0 | 1991年10月25日 | CD-ROM2専用。HuCARDスロットに挿入することでSUPER CD-ROM2へアップグレードされる。SUPER CD-ROM2システム対応のソフトを遊ぶためには必須となる。 |
| PI-PD11                 | コードレスマルチタップ         | 1992年12月18日 | PCエンジンDuoに合わせたデザインの純正品。パッド信号を赤外線で伝達することでコントローラのコードレス化を実現。コードレスマルチタップ自体はPCエンジン本体のパッド端子に接続する。コードレスパッドを5本揃えれば5人同時プレイ可能である。受信可能距離は約3mまで。 |
| PI-PD12                 | コードレスパッド               | 1992年12月18日 | コードレスマルチタップ用のパッド。単四乾電池4本必要。 |
| PI-AD19                 | メモリーベース128              | 1993年3月      | パッド端子に接続して使用するセーブ用外部メモリ。後期ソフトのセーブデータの肥大化に対応し容量は128KBと非常に大きいが、対応ソフト以外は使用不可能。コーエー発売の同機能の周辺機器「セーブくん」もある（『信長の野望・武将風雲録』・『三國志III』などの一部に同梱）。 対応ソフトのうち、『エメラルドドラゴン』・『リンダキューブ』・『プライベート・アイ・ドル』・『ぽっぷるメイル』の4本には本体のバックアップメモリとの間でセーブデータをコピーするなどの操作が出来る管理ユーティリティを内蔵。『エメラルドドラゴン』・『リンダキューブ』は共通のツールでデータの互換性があるが、『プライベート・アイ・ドル』と『ぽっぷるメイル』は両者との互換性はない。 |
| NAPD-1002               | アベニューパッド6              | 1993年5月28日  | 6ボタンパッド。ストリートファイターIIの移植に対応する形で登場。 |
| PCE-AC2                 | アーケードカードPRO            | 1994年3月12日  | CD-ROM2専用のアーケードカード。DRAMが内蔵されていること以外はスーパーシステムカードと同機能であり、スーパーシステムカードと同様に下部にT字状の補強カバーがある。 |
| PCE-AC1                 | アーケードカードDUO            | 1994年3月12日  | PCエンジンDuo系の機種やSUPER CD-ROM2用のアーケードカード。 |
| PCE-TP1                 | アーケードパッド6              | 1994年6月25日  | 6ボタンパッド。 |